# MAMSTR
MAMSTR (англ. MEF2 activating motif and SAP domain containing transcriptional regulator) – білок, який кодується однойменним геном, розташованим у людей на довгому плечі 19-ї хромосоми. Довжина поліпептидного ланцюга білка становить 415 амінокислот, а молекулярна маса — 44 632.
| 10         |  | 20         |  | 30         |  | 40         |  | 50         |
| ---------- |  | ---------- |  | ---------- |  | ---------- |  | ---------- |
| MTLAASSQRS |  | QIIRSKFRSV |  | LQLRIHRRNQ |  | EQISDPDPWI |  | SASDPPLAPA |
| LPSGTAPFLF |  | SPGVLLPEPE |  | YCPPWRSPKK |  | ESPKISQRWR |  | ESKPRGNLTY |
| HQYMPPEPRQ |  | GSRADPQAEG |  | SALGPPGPSL |  | WEGTDSQQPH |  | PRMKPSPLTP |
| CPPGVPSPSP |  | PPHKLELQTL |  | KLEELTVSEL |  | RQQLRLRGLP |  | VSGTKSMLLE |
| RMRGGAPPRE |  | RPKPRREDSP |  | AGAPWPRLKP |  | KALAAARRQG |  | SVKPSAASHR |
| PPLPRAADTP |  | GTAPAPTPTP |  | APAAAPALTP |  | SSGPGSAALT |  | LEEELQEAIR |
| RAQLLPNRGI |  | DDILEDQVEP |  | DDPLPPIPLD |  | FPGSFDVLSP |  | SPDSEGLSSV |
| FSSSLPSPTN |  | SSSPSPRDPT |  | DSLDWLEALS |  | GGPPLGSGPP |  | PPSIFSADLS |
| DSSSSRLWDL |  | LEDPW      |  |            |  |            |  |            |

A: Аланін

C: Цистеїн

D: Аспарагінова кислота

E: Глутамінова кислота

F: Фенілаланін

G: Гліцин

H: Гістидин

I: Ізолейцин

K: Лізин

L: Лейцин

M: Метіонін

N: Аспарагін

P: Пролін

Q: Глутамін

R: Аргінін

S: Серин

T: Треонін

V: Валін

W: Триптофан

Кодований геном білок за функцією належить до активаторів. 
Задіяний у таких біологічних процесах, як транскрипція, регуляція транскрипції, альтернативний сплайсинг. 
Локалізований у ядрі.